# Смотр Черноморского флота в 1849 году (Айвазовский, 1886)
«Смотр Черноморского флота в 1849 году» — картина Ивана Айвазовского, написанная в 1886 году.

## Описание
Смотр флота происходил на Севастопольском рейде в 1849 году. Линию боевых кораблей Черноморского флота возглавляет 120-пушечный линейный корабль «Двенадцать апостолов», за ним следуют 84-пушечные «Ростислав», «Святослав» и «Ягудиил».
В правом нижнем углу полотна изображён император Николай I, принимающий парад на борту пароходофрегата «Владимир». На «почтительном расстоянии» от императора художник поместил группу офицеров, окружающих командующего Черноморским флотом адмирала М. П. Лазарева. За правым плечом адмирала изображён начальник штаба флота В. А. Корнилов, за левым плечом — П. С. Нахимов и крайним слева — В. И. Истомин.
Многие из изображённых на картине кораблей через четыре года после смотра приняли участие в Синопском сражении, все были затоплены своими экипажами на Севастопольском рейде во время обороны города в Крымской войне.

Эти суда щеголяли безупречной чистотой вооружения, распорядителями малейшего движения на каждом судне являлись избранные знатоки морского искусства. Каждый из них обладал неумолимым критическим взглядом, каждый чувствовал на себе устремленный взгляд учителя. Это был как бы оркестр, составленный исключительно из виртуозов; среди подобного оркестра обратить на себя внимание было достойно цели жизни, зависящей от одобрения Михаила Петровича.— Владимир Войт «Очерки деятельности наших моряков»

## История картины
Айвазовский был свидетелем парада 1849 года как спутник императора Николая I на борту пароходофрегата «Владимир». Он воссоздал память об этом параде в 1886 году, и картина, выставленная в Академии художеств в Санкт-Петербурге, быстро стала популярной среди публики. В дальнейшем полотно было приобретено обществом «Кавказ и Меркурий» для его председателя, сенатора А. П. Жандра, бывшего участником Крымской войны.